# Cascine Capri
Cascine Capri è la frazione nordorientale del comune lombardo di Palazzo Pignano, nel Cremasco.

## Storia
La località è un piccolo villaggio agricolo di antica origine, appartenente al territorio cremasco.
In età napoleonica, dal 1810 al 1816, Cassine Capre fu frazione di Scannabue, recuperando l'autonomia con la costituzione del Regno Lombardo-Veneto. Solo un anno dopo però i governanti tedeschi decisero la definitiva soppressione del municipio, unendolo però a Cassine Gandine, che a sua volta decenni dopo confluirà in Palazzo Pignano.